# 2006년 뉴욕 영화제
제44회 뉴욕 영화제는 2006년 9월 29일에 열린 시상식이다.

## 수상 (비경쟁)

### 장편 상영작
- Mafioso - 알베르토 라투아다
- 기성 오청원 - 톈좡좡
- 해변의 여인 - 홍상수
- 리틀 칠드런 - 토드 필드
- 8월의 날들 - 마크 레샤
- 법정 - 압데라만 시사코
- 가을의 정원들 - 오타르 이오셀리아니
- 레즈 - 워렌 비티
- 49 업 - 마이클 앱티드
- 세브린느, 38년 후 - 마뇰 드 올리베이라
- 마음 - 알랭 레네
- 오프사이드 - 자파르 파나히
- 파프리카 - 곤 사토시
- 징후와 세기 - 아피찻퐁 위라세타쿤
- 귀향 - 페드로 알모도바르
- 괴물 - 봉준호
- 라스무센의 일기 - 자카리아스 쿠눅
- 인랜드 엠파이어 - 데이빗 린치
- 몰락 - 바바라 앨버트
- 흑사회 2 - 두기봉
- 아워 데일리 브레드 - Nikolaus Geyrhalter
- 이 소녀들 - 타하니 라체드
- 기후 - 누리 빌게 제일란
- 해로운 우정 - 엠마누엘 부르디외
- 마리 앙투아네트 - 권태훈
- Insiang - 리노 브로카

### 단편 상영작
- South of Ten - Liza Johnson
- Jimmy Blue - 조셉 인판토리노
- The Day I Died - Maryam Keshavarz
- A Little Bit Under The Weather - Annick Raoul
- Innocence - Arnaud Gautier
- Alice Sees The Light - Ariana Gerstein
- The Caretakers - 엘리자베스 버브린
- Fourteen - Nicole Barnette
- Cubs - 톰 하퍼
- The Naked Race - Benoit Forgeard
- A Drop of Water - Deniz Gamze Erguven
- Salt Kiss - Fellipe Gamarano Barbosa
- Chronicle of A Jump - Zohar Lavi
- In The Tradition of My Family - Todd Davis
- Lump - Faye Jackson